# Лактобионовая кислота
Лактобионовая кислота (4-O-β-галактопиранозил-D-глюконовая кислота) — оксикислота, дисахарид, состоящий из глюконовой кислоты и галактозы. Лактобионовая кислота может образовываться в результате окисления лактозы. Анион лактобионовой кислоты известен как лактобионат.

## Применение
Лактобионовая кислота образует соли с катионами кальция, калия, натрия и цинка. Лактобионат кальция используется в качестве пищевой добавки как стабилизатор. Лактобионат калия добавляется в такие консервационные растворы для трансплантации органов, как Viaspan и CoStorSol для обеспечения осмотической поддержки и предотвращения набухания клеток. Минеральные соли лактобионовой кислоты используются как минеральные добавки.
Лактобионовая кислота применяется в косметической промышленности как антиоксидант и в фармацевтической промышленности как наполнитель для формуляций. Так, антибиотик эритромицин применяется как эритромицин лактобионат для внутривенных вливаний.